# Cher Lloyd
Cher Lloyd (Malvern, 28 de julho de 1993) é uma cantora e compositora britânica. Lloyd chegou à fama quando participou do reality-show The X Factor. Lançado em 4 de novembro de 2011, seu álbum de estreia "Sticks + Stones" alcançou a quarta posição no Reino Unido, sétima na Irlanda e nona nos Estados Unidos. Seu single de estreia, "Swagger Jagger", lançado em 29 de julho de 2011, alcançou a primeira posição na UK Singles Chart e a segunda na Irish Singles Chart. O segundo single do álbum, "With Ur Love", com a participação de Mike Posner foi lançado em 31 de outubro de 2011 e chegou a quarta posição na UK Singles Chart, e a quinta na Irish Singles Chart. O terceiro single do álbum, "Want U Back", foi lançado em 22 de maio de 2012, alcançando a décima segunda posição na Billboard Hot 100. "Oath", em parceria com a cantora e rapper Becky G, foi lançado como o quarto single do disco em 2 de outubro de 2012. Lloyd anunciou que já estava em planos de lançar um novo álbum em 2013, lançando "I Wish", mas o álbum foi transferido para 2014. No dia 23 de maio, foi lançado pela Epic Records, o seu segundo álbum de estúdio, "Sorry I'm Late"

## Biografia
Cher Lloyd foi criada em Malvern, com seus pais Darren Lloyd e Dina Smith, e seus três irmãos mais novos: Josh, Sophie e Rosie. Ela tem ascendência cigana. Durante a adolescência, Cher estudou artes cênicas e teatro.
Quando era pequena, chegou a viver em uma casa de ciganos antes de seus pais conseguirem uma moradia fixa. Ela chegou a sofrer humilhações na escola por vir de uma família cigana e humilde. Em janeiro de 2012, Cher Lloyd anunciou seu noivado com Craig Monk, com quem ela casou-se no dia 18 de novembro de 2013, em uma cerimônia pequena. Sua irmã afirmou dias depois que Cher decidira adiar o casamento pois seu pai estava doente e com risco de morte, e ela realmente queria que ele participasse da cerimônia.
Até hoje, Lloyd tentar manter o máximo possível sua vida pessoal longe das câmeras. Não se sabe muito de sua infância e adolescência, porém ela já revelou que quando era adolescente, preferia ficar em casa e ver clipes de rap no YouTube, para aprender a escrever suas próprias músicas do que sair com os amigos.

## Carreira

### 2010–11:The X Factor
Lloyd fez sucesso ao participar do reality inglês The X Factor, durante o período em que ela participou do programa, ela foi orientada por Cheryl Cole, Lloyd terminou o reality em quarto lugar, logo atrás de One Direction (terceiro lugar), Rebecca Ferguson (segundo lugar) e Matt Cardle (primeiro lugar). Em sua primeira performance no programa, ela cantou uma versão modificada do hit Turn My Swag on.
No segundo show ao vivo ela cantou "Hard Knock Life (Hino Ghetto)". No terceiro, ela cantou um mashup de "No Diggity" e "Shout", e no quarto show ao vivo, ela cantou "Stay". Esta foi a primeira vez que Lloyd não fez um rap em seu desempenho, e Simon Cowell até chamou-o de "o desempenho da temporada." Na quinta semana, Lloyd cantou "Empire State of Mind", mas os juízes afirmaram que, depois desta semana estavam decepcionados, Cowell disse que era como um falso.
No entanto, os juízes concordaram que ela se redimiu com sua interpretação de "Sorry Seems to Be The Hardest Word" misturado com "Mockingbird", de Elton John e Eminem, respectivamente, na semana passada. Na sétima semana, Lloyd estava no Bottom 2 pela primeira vez depois de escolher a sua interpretação de "Imagine", mas Cowell, Cole e Walsh a salvou no confronto final, resultando na eliminação de Paije Richardson. Na semana seguinte Lloyd cantou "Girlfriend", seguido por "Walk This Way". Ambas as performances foram creditadas pelos juízes e foi salvo pelo voto do público na noite seguinte, garantindo sua posição na semifinal. Na semi-final, Lloyd cantou "Nothin' on You" e "Love the Way You Lie" e estava no Bottom 2 com Mary Byrne.
Ela foi salva pelos juízes novamente e passou para a final, embora as estatísticas de voto depois do show revelaram que Lloyd teve o menor número de votos. No final, foi realizado um mash-up de "The Clapping Song" e "Get Ur Freak On", seguido de um dueto com Will.i.am, que fez um mashup de "Where Is the Love?" e "I Gotta Feeling". Lloyd foi eliminada na final, em 4º lugar, tendo recebido o menor número de votos do público. Depois do fim da temporada de X-Factor, ela assinou um contrato de gravação com Syco Music.

### 2011–2012:Sticks + Stones
Os compositores e produtores de Outono Rowe e RedOne trabalharam em seu álbum de estréia, lançado em novembro de 2011. O primeiro single, "Swagger Jagger" recebeu o seu primeiro airplay em 20 de junho de 2011, depois de ter sido vazado na internet em 15 de junho de 2011. No entanto, esta versão foi mais tarde confirmada como o demo da faixa que foi lançada por Cher Lloyd. Em 28 de julho de 2011, Lloyd visualizou cinco músicas de seu próximo álbum durante uma sessão Ustream.

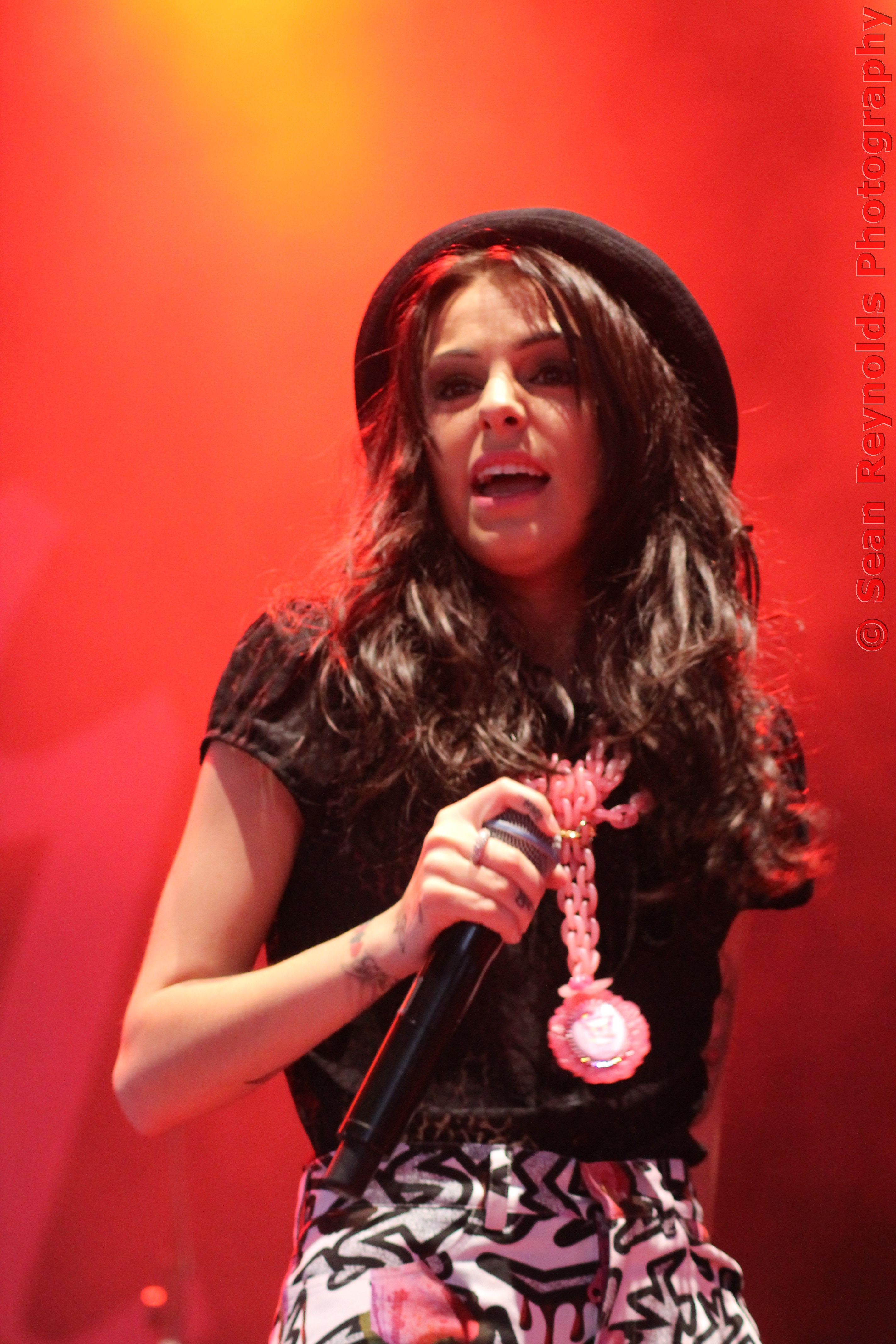
Cher no ano de 2012 durante o V Festival.

Lloyd confirmou no Twitter que "With Ur Love" seria lançado como seu segundo single. O single foi lançado em 30 de outubro de 2011. O single recebeu sua primeira transmissão de rádio em 21 de setembro de 2011. O vídeo da música estreou em 1 de outubro de 2011. O single vendeu 74 030 cópias em sua primeira semana alcançando o número quatro e tornando-se o single mais vendido, até "Only Girl (In the World)" por Rihanna ultrapassá-lo, com 74 248 cópias vendidas, em outubro de 2010. Lloyd confirmou o título do álbum Sticks + Stones em seu Twitter. O álbum foi lançado em 7 de novembro de 2011. O álbum chegou a número quatro e vendeu 198 199 cópias no Reino Unido a partir de janeiro de 2012. Em 21 de novembro de 2011, Cher anunciou sua estréia em uma turnê pelo Reino Unido chamado "Sticks and Stones Tour" marcada para março, abril e maio de 2012. Em dezembro de 2011, duas datas foram adicionadas devido à alta demanda por ingressos.
Sticks & Stones foi lançado em 2012 pela Epic Records nos Estados Unidos em 13 de dezembro. Em novembro de 2011, Lloyd assinou um contrato com a gravadora LA Reid e a Epic Records, nos Estados Unidos. "Want U Back" foi confirmado como o terceiro single do álbum. A única versão possui vocais do rapper americano Astro e será lançado em 19 de fevereiro de 2012. Após o lançamento do vídeo da música, em 6 de janeiro de 2012, o single chegou ao número 26 a parada de singles no Reino Unido, devido aos downloads digitais do álbum. Assinado com LA Reid para lançar sua carreira nos Estados Unidos, o primeiro single no país foi "Want U Back", que foi lançado em abril, com um novo vídeo e o segundo foi "Oath". Atualmente, Sticks + Stones, possui três versões, uma inglesa, americana e uma japonesa.

### 2013–2015:Sorry I'm Latee participações

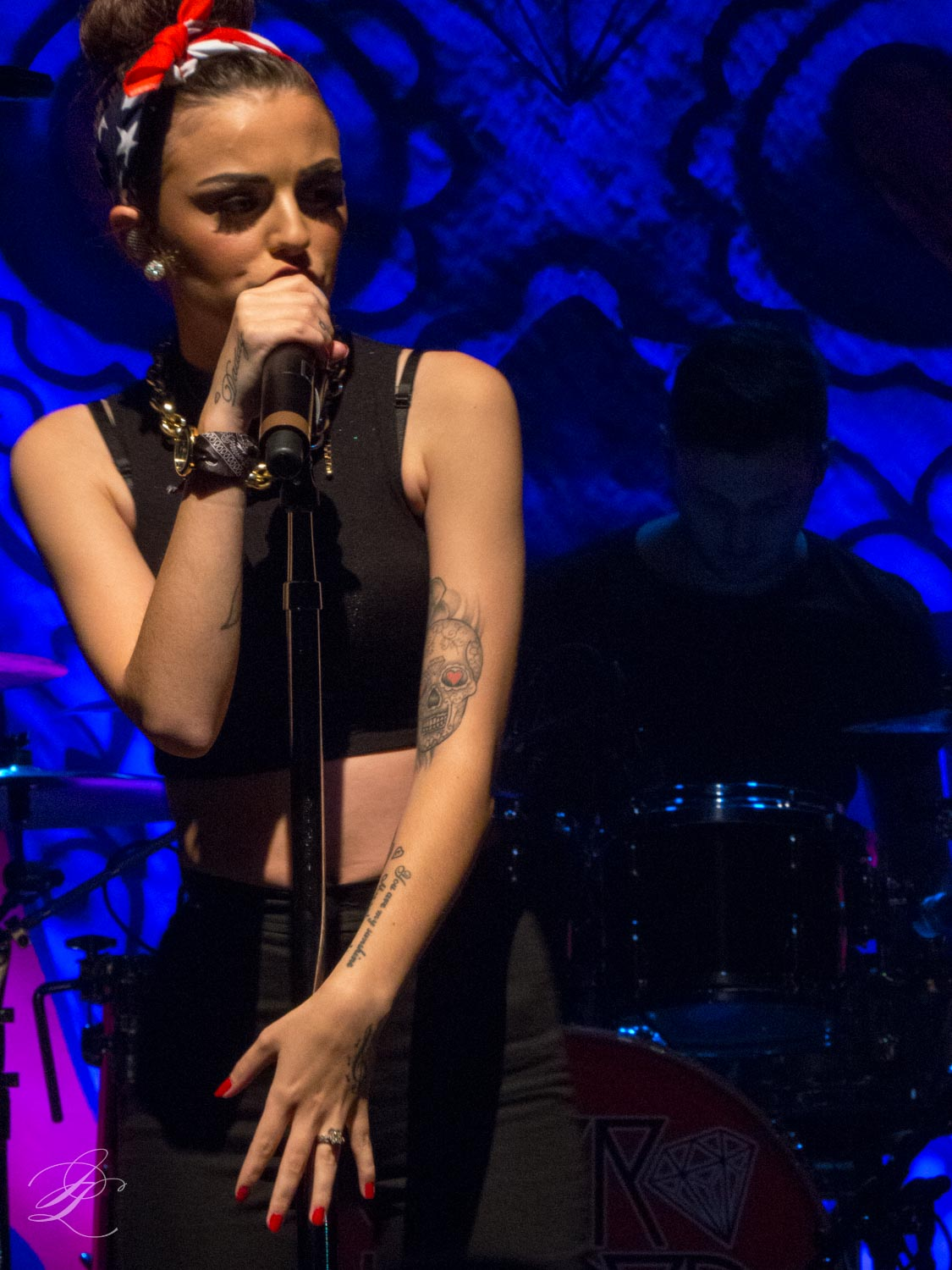
Lloyd em Denver no ano de 2013.

Em janeiro de 2013, Lloyd anunciou que ela seria estrela convidada em Big Time Rush. Em fevereiro de 2013, Lloyd confirmou que estava trabalhando em seu segundo álbum de estúdio. Em março de 2013, a cantora e compositora Demi Lovato anunciou seu quarto álbum, Demi, que inclui uma faixa, "Really Don't Care" em parceria com Lloyd. Lovato anunciou a música como seu quarto single, e o lyric da canção foi lançado no YouTube em 14 de maio de 2014. O vídeo oficial foi lançado dia 26 de junho do mesmo ano.
Em abril de 2013, Lloyd anunciou que ela e Ne-Yo colaborariam em uma música nova para a Fruttare, renomeada "It's All Good". A música não chegou a ter muita divulgação e por muito tempo correu boatos sobre a gravação do vídeo. Alguns gifs chegaram a cair na internet contendo cenas do clipe, porém somente depois de uma apresentação da música nos EUA, o suposto clipe foi lançado. Lloyd, Ne-Yo ou Fruttare nunca chegaram a comentar mais sobre isso. Em agosto de 2013 participou do Mundo Show Festival, patrocinado pela rádio Disney, no Brasil. Ela fez três shows no país, em São Paulo, Rio de Janeiro e Recife. Lloyd também confirmou em 2013 o primeiro single de seu segundo álbum, I Wish com a participação do rapper T.I. O clipe da música foi lançado no dia vinte e quatro de setembro de 2013.
No dia 19 de agosto de 2013, Lloyd foi surpreendida com um convite da cantora Taylor Swift para apresentar-se em sua turnê mundial, Red Tour. Isso ocorreu no Staples Center, em LA. Lloyd e Swift cantaram juntas a música Want U Back. Em 2014, antes da turnê de Lovato, Lloyd realizou a turnê "I Wish Tour", tendo Fifth Harmony como banda de abertura. Foi um total de onze shows, todos nos EUA, no mês de setembro. No começo de 2014, Demi Lovato confirmou a turnê "The Neon Lights Tour", que contou com Lloyd, além de Fifth Harmony e Little Mix nos shows de abertura. A turnê teve início em 9 de fevereiro e encerrou-se em 1° de junho. A setlist contava com as músicas: Swagger Jagger, Dirty Love, Sirens, Oath, I Wish, With Ur Love, Want U Back e Really Don't Care. No dia 14 de março, Lloyd lançou o segundo single de seu segundo álbum de estúdio, nomeada "Sirens". No dia 29 de abril, depois de fazer contagem regressiva nas redes sociais Facebook e Instagram, o vídeo oficial de Sirens foi lançado, recebendo bastante críticas positivas.
Dias antes, no dia 27, o álbum Sorry I'm Late foi lançado. Entretanto, mesmo com boas críticas recebidas, foi um fracasso. Na primeira semana, foram vendidas 17 000 unidades. Até dezembro de 2014, o álbum vendeu 41 000 unidades nos EUA. Lloyd também já havia anunciado um documentário dividido em quatro partes, renomeado "Pieces Of Cher", que mostra desde o desenvolvimento do álbum, a turnê "Sorry I'm Late", além de entrevistas e apresentações da divulgação do álbum. Todas as partes podem ser encontradas na conta oficial de Lloyd no YouTube. A primeira parte foi lançada em 4 de abril, e a última dia 25 de junho. Lloyd passou por problemas com a gravadora Epic em 2014, que removeu o nome da cantora de seu site. Tempos depois, o site da cantora substituiu o nome da gravadora Epic pelo da Universal Music Group.

### 2016–presente: Terceiro álbum de estúdio e nova gravadora
Com um novo contrato, Lloyd iniciou o ano de 2015 com as gravações do seu terceiro álbum de estúdio, sem, até então, revelar grandes informações sobre o mesmo. A cantora revelou que voltaria em breve ao mundo da música com seu terceiro disco, em 8 de março de 2016, lançando um vídeo o qual demonstra cenas da mesma gravando em um estúdio. Em 25 de maio de 2018, Lloyd deu à luz a sua primeira filha, Delilah-Rae. Lloyd lançou no dia 19 de outubro de 2018, uma nova música, intitulada "None Of My Business" onde alcançou a posição 35 no UK Singles Chart. O vídeo musical foi lançado no mesmo dia, conseguindo mais de um milhão de visualizações em sua primeira semana. Em 11 de outubro de 2019, ela lançou a canção "M.I.A", que deve fazer parte de seu terceiro álbum de estúdio. Em abril de 2020, ela lançou o single "Lost" e um vídeoclipe.

## Vida pessoal
Em janeiro de 2012, Lloyd anunciou seu noivado com o namorado de menos de um ano, Craig Monk. O casal se casou em uma cerimônia secreta em 18 de novembro de 2013. Em maio de 2018, tiveram sua primeira filha, Delilah-Rae. Em setembro de 2023, tiveram sua segunda filha, Eliza Violet. 
Lloyd tem vários tipos diferentes de tatuagens, expressando emoções diferentes, como um olho no antebraço interno. Ela tem uma coleção de 21 tatuagens totais que vão desde uma gaiola segurando um pássaro para representar seu falecido tio ao coração em seu dedo anelar como uma homenagem ao marido.

## Influências
Lloyd revelou em uma entrevista que ela é fã de Dolly Parton. Lloyd se inspirou na rapper americana Nicki Minaj, ela disse "mudou a música pop", acrescentando que "ninguém estava fazendo o que ela estava fazendo, e então ela entrou e foi uma daquelas coisas em que as pessoas estavam curtindo". 

## Filmografia
| Ano  | Título                                | Papel             | Notas                  |
| ---- | ------------------------------------- | ----------------- | ---------------------- |
| 2010 | The X Factor                          | Contestante       | Ficou em 4º lugar.     |
| 2011 | The X Factor                          | Artista convidada | Versão britânica.      |
| 2012 | Make Your Mark: Shake It Up Dance Off | Ela mesma/jurada  | Disney Channel         |
| 2012 | The X Factor US                       | Ela mesma         | Versão norte-americana |
| 2013 | Big Time Rush                         | Ela mesma         | "Big Time Scandal"     |
| 2016 | Celebrity Juice                       | Ela mesma         | 2016 Halloween Special |

## Discografia
- 2011: Sticks + Stones
- 2014: Sorry I'm Late

## Turnês
- 2011 - The X Factor Live Tour
- 2012 - Sticks and Stones Tour
- 2013 - With Ur Love Radio Tour
- 2013 - I Wish Tour
- 2014 - Sorry I'm Late Tour

## Prêmios e indicações
| Ano  | Cerimonia                 | Categoria                           | Trabalho                                               | Resultado |
| ---- | ------------------------- | ----------------------------------- | ------------------------------------------------------ | --------- |
| 2011 | UK Music Video Awards     | The People's Choice Award           | "Swagger Jagger"                                       | Indicado  |
| 2013 | Radio Disney Music Awards | She's The One – Best Female Artist  | Cher Lloyd                                             | Indicado  |
| 2013 | Radio Disney Music Awards | Funniest Celebrity Take             | How To Audition – Cher Lloyd                           | Indicado  |
| 2013 | Radio Disney Music Awards | Hit The Road – Best Break Up Song   | "Want U Back"                                          | Indicado  |
| 2013 | Radio Disney Music Awards | The Bestest – Song Of The Year      | "Want U Back"                                          | Indicado  |
| 2013 | MTV Europe Music Awards   | Artist on the Rise                  | Cher Lloyd                                             | Indicado  |
| 2014 | Teen Choice Awards        | Breakup Song                        | "Really Don't Care" (Demi Lovato featuring Cher Lloyd) | Indicado  |
| 2014 | Teen Choice Awards        | Choice Summer Song                  | "Really Don't Care" (Demi Lovato featuring Cher Lloyd) | Venceu    |
| 2014 | Young Hollywood Awards    | Song of the summer/ Dj replay       | "Really Don't Care" (Demi Lovato featuring Cher Lloyd) | Indicado  |
| 2014 | MTV Video Music Awards    | Best Lyric Video                    | "Really Don't Care" (Demi Lovato featuring Cher Lloyd) | Indicado  |
| 2015 | Radio Disney Music Awards | Hit The Road – Best Breakup Song    | "Really Don't Care" (Demi Lovato featuring Cher Lloyd) | Indicado  |
| 2015 | Radio Disney Music Awards | Musical Mashup – Best Collaboration | "Really Don't Care" (Demi Lovato featuring Cher Lloyd) | Venceu    |